# Jalalabad
Jalalabad là một thị xã và là một nagar panchayat của quận Muzaffarnagar thuộc bang Uttar Pradesh, Ấn Độ.

## Địa lý
Jalalabad có vị trí 27°07′B 79°47′Đ / 27,12°B 79,78°Đ Nó có độ cao trung bình là 133 mét (436 feet).

## Nhân khẩu
Theo điều tra dân số năm 2001 của Ấn Độ, Jalalabad có dân số 23.568 người. Phái nam chiếm 54% tổng số dân và phái nữ chiếm 46%. Jalalabad có tỷ lệ 37% biết đọc biết viết, thấp hơn tỷ lệ trung bình toàn quốc là 59,5%: tỷ lệ cho phái nam là 45%, và tỷ lệ cho phái nữ là 28%. Tại Jalalabad, 19% dân số nhỏ hơn 6 tuổi.